# Кистевой эспандер

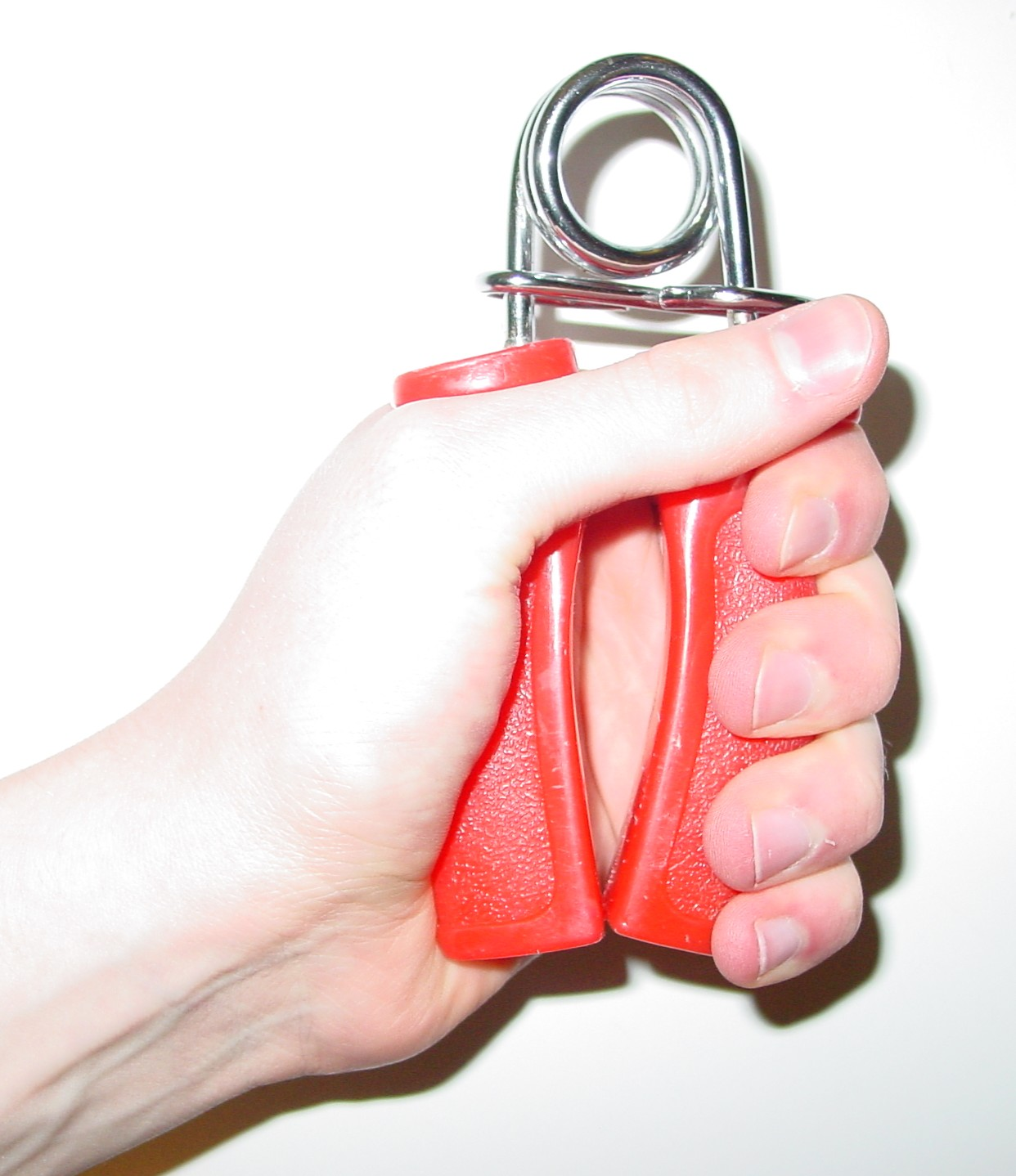
«Закрытие» торсионного эспандера

Кистевой эспандер — разновидность тренажёров-эспандеров, предназначенных для развития мышц предплечий. Результатом занятий с кистевыми эспандерами является увеличение силы хвата и объёмов мышечной системы предплечий. «Закрыть» кистевой эспандер — это значит сжать его одной рукой с некой начальной позиции до касания противоположными сторонами (концами ручек, серединами верхней и нижней частей резинового кольца). Причём начальных позиций может быть несколько, и начальная позиция важна.
Существуют и производятся серийно эспандеры, которые так и не смог закрыть никто в мире или смогли закрыть в одной начальной позиции, но не смогли в другой. Для эспандеров, которые очень трудно «закрыть», производители эспандеров и спортивные организации придумали процедуры сертификации по определённым правилам. Также существуют сертификационные эспандеры. Сертификация на закрытие по эспандерам ARF проводится от 80 кг до 130 кг. Также проводится сертификация на закрытие в стиле CHEST CRUSH (ARF130). Сертификация является международной.
Конструкции эспандеров настолько разные, что не всегда удаётся точно сравнить их и однозначно откалибровать по рейтингу все эспандеры. Один человек может «закрыть» один эспандер и не смочь закрыть другой, а другой наоборот. В торсионных эспандерах мизинец и безымянный палец имеют преимущество, используя больший рычаг, а на резиновом кольце часть пальцев может быть вовсе не задействована (зависит от ширины руки и диаметра кольца). Также производители эспандеров часто вносят на маркировку своих серий эспандеров свою методику измерения (кто-то посередине ручки, кто-то на краю, пружина может быть разную силу сжатия в начале «закрытия» и в конце).
Кистевым эспандером обычно тренируют мышцы четырёх пальцев, от мизинца до указательного: поверхностный и глубокий сгибатели пальцев. Некоторые эспандеры позволяют тренировать и разгибатель пальцев. Сами мышцы, отвечающие за сгибание и разгибание пальцев, находятся в предплечье, а к фалангам от них тянутся сухожилия. Некоторые кистевые эспандеры можно использовать для тренировки хвата большого пальца кисти.

## Классификация

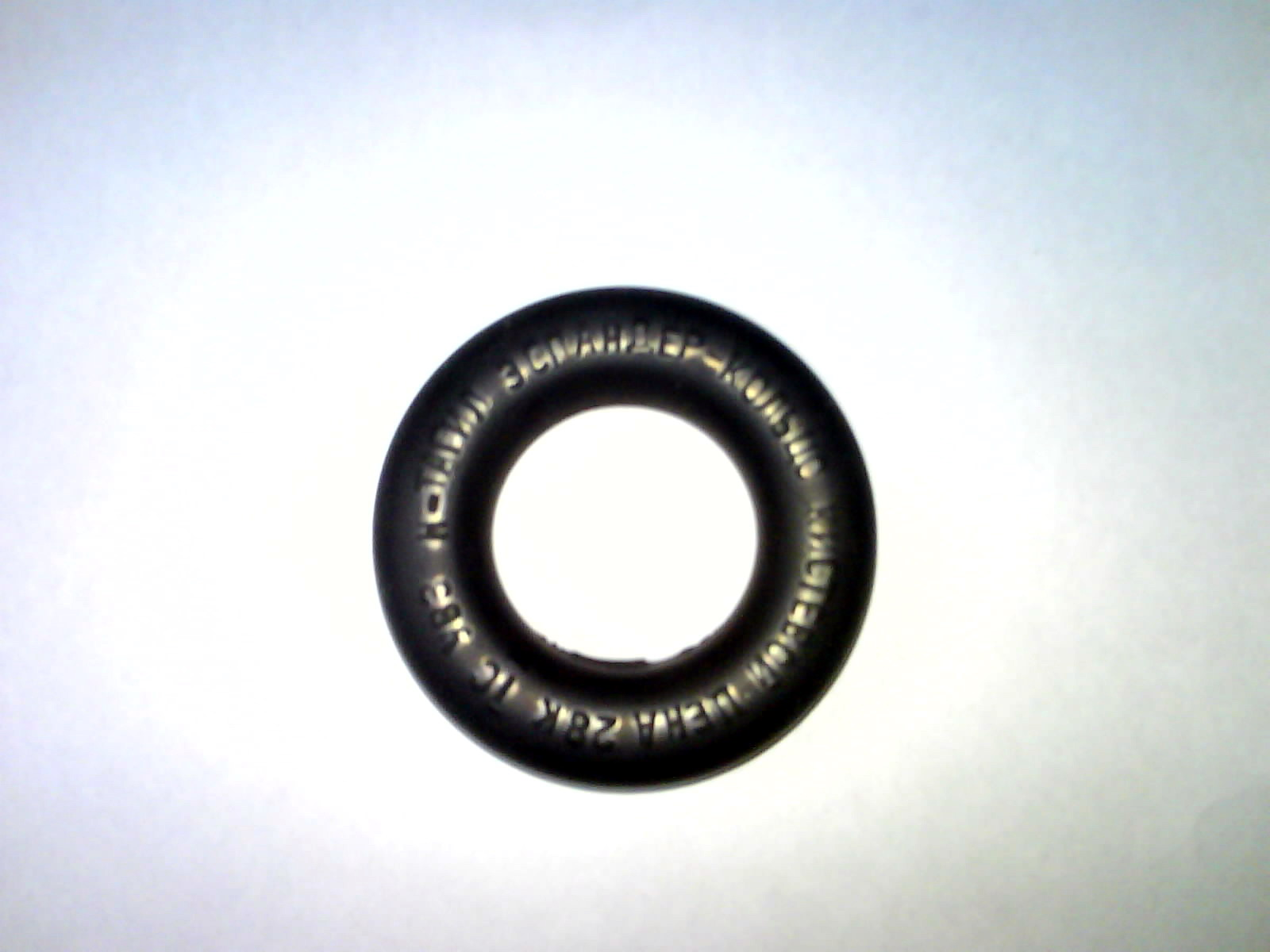
Эспандер кистевой резиновый, «кольцо»

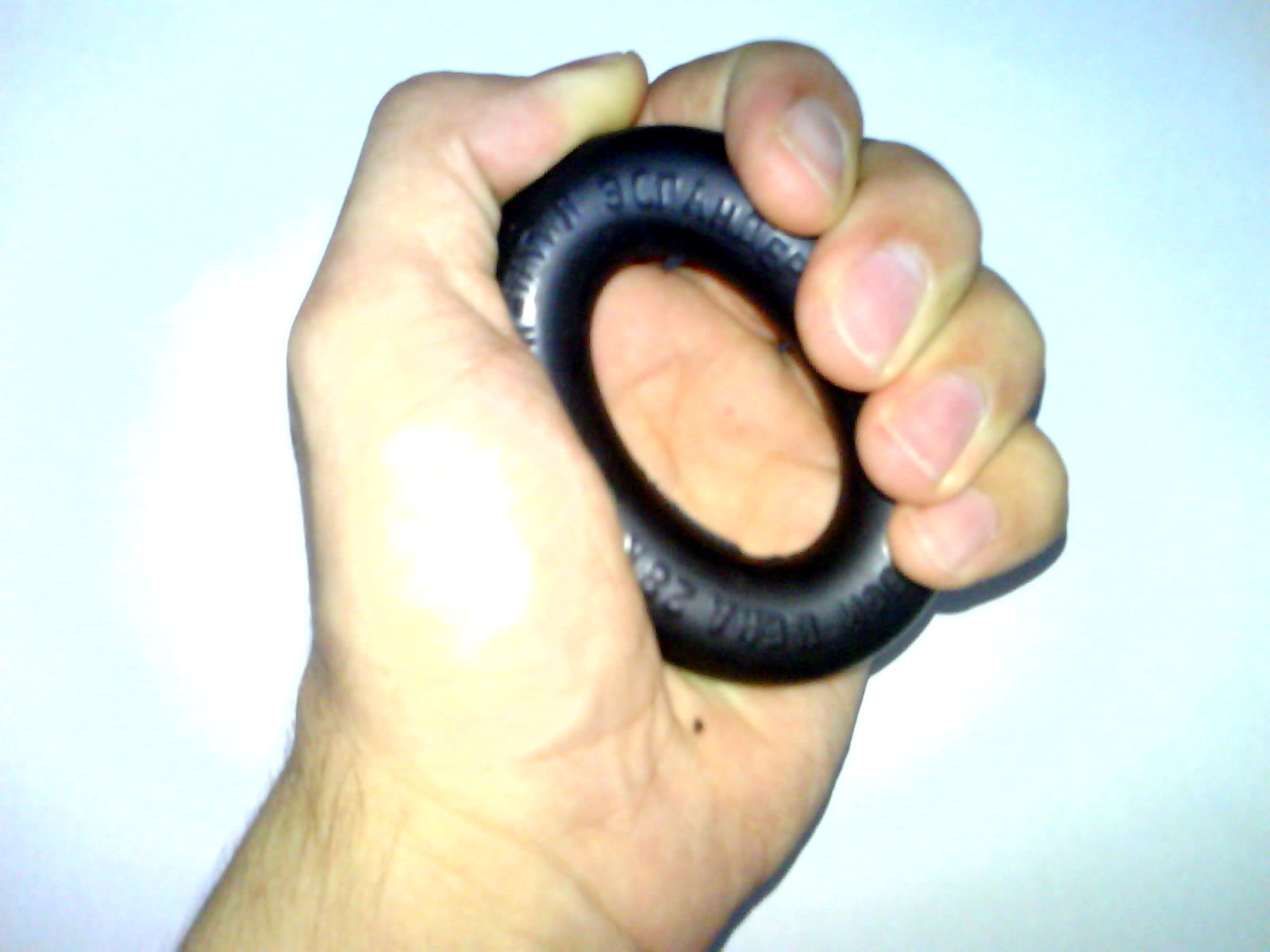
Сжатый эспандер

Кистевые эспандеры для развития мышц предплечья делятся на 2 группы:
1. Эспандеры с регулируемой нагрузкой. К таким эспандерам относятся:
  - регулируемые торсионный эспандеры;
  - регулируемые пружинные эспандеры;
  - регулируемые U-образные эспандеры.
2. Эспандеры с фиксированной нагрузкой. К таким эспандерам относятся:
  - нерегулируемые торсионный эспандеры (торсионный кистевой эспандер);
  - нерегулируемые пружинные эспандеры;
  - нерегулируемые U-образные эспандеры;
  - резиновые-круглые эспандеры (в народе больше известны как «бублики»);
  - силиконовые эспандеры в форме шара или яйца.